# مقبره بی‌بی جیوندی
مقبره بی‌بی جیوندی (اردو: مقبره بی بی جیوندی) یکی از پنج بنا تاریخی در اوچ شریف، پنجاب پاکستان است که در لیست انتظار یونسکو میراث جهانی یونسکو قرار دارد. قدمت آن به قرن ۱۵ می‌رسد، این مقبره در سال ۱۴۹۳ توسط یک شاهزادهٔ ایرانی به نام دلشاد برای بی بی جیوندی از نوادگان جهانیان جهانگشت، صوفی، معروف ساخته شد.

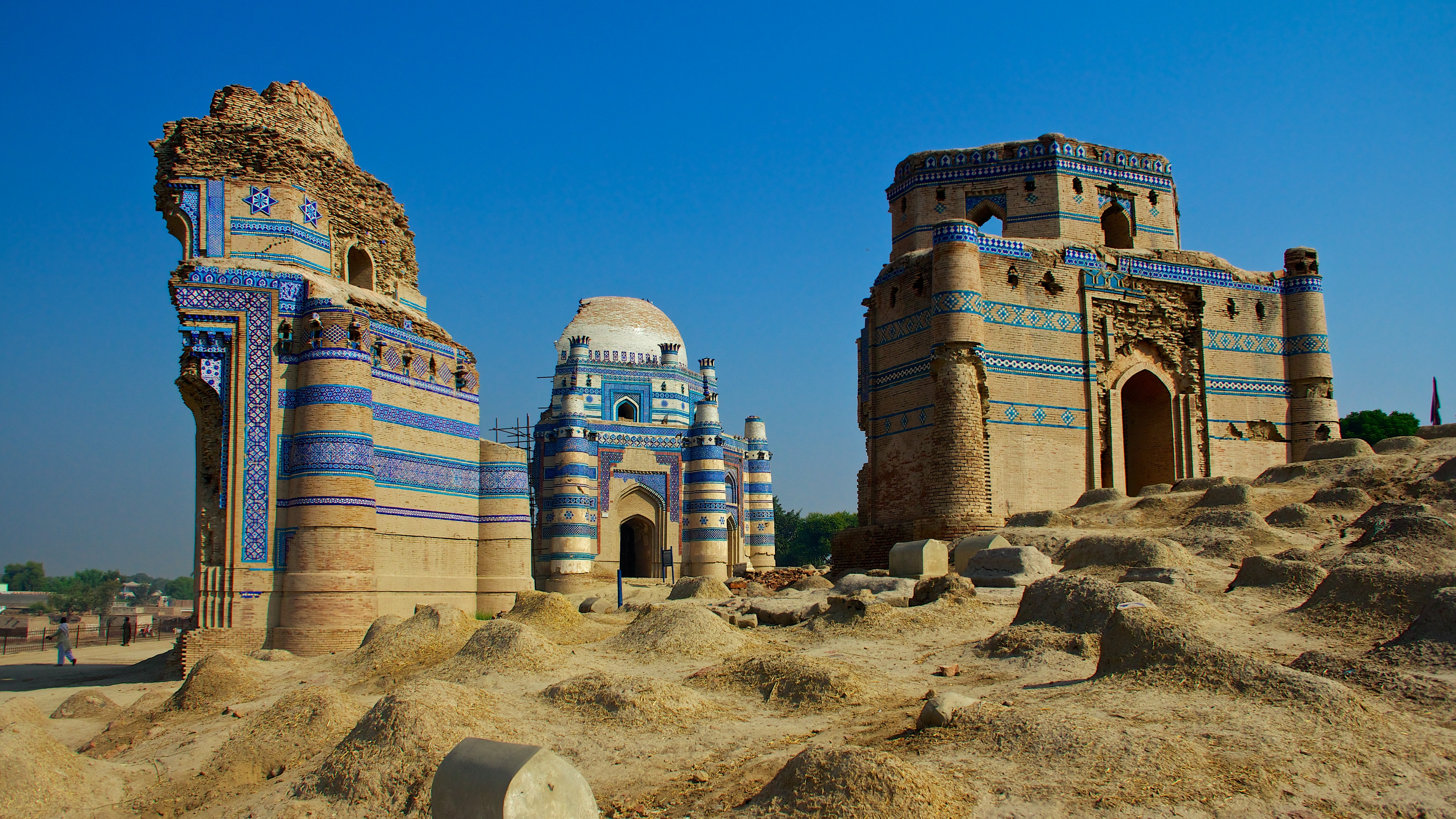
عکسی از مقبره